# 閃電俠 (貝瑞·艾倫)
巴里·艾伦（英語：Barry Allen）是一名登場於DC漫畫的虛構超級英雄，是存在於DC宇宙的第二代閃電俠。該人物初次登場於《陳列櫥》#4 （1956年10月）。由Robert Kanigher、约翰·布鲁姆、卡迈恩·因凡蒂诺創作。他的名字結合脫口秀主持人巴里·格雷和史蒂夫·艾伦。他在1985年去世到刪除角色從常規DC陣容為23年。他的回歸到正規的漫畫在2008年Grant Morrison的《最後危機》限量系列的內頁。2011年，艾伦在交叉短系列《閃點》中扮演著關鍵性的角色。於DC漫畫的新52中艾倫也再次列入重新啟動的計劃。
在IGN中在最偉大的英雄的中排名第49位。

## 人物
在1956年，因為DC漫畫讓閃電俠這個角色復活，後來更速成了DC漫畫的興盛時期。他在《陳列櫥》第4期中首次出現。
第二代閃電俠的全名為巴塞羅繆·亨利·「巴里」·艾论（Bartholomew Henry 「Barry」 Allen），是杰伊·加里克之後的閃電俠。巴里原本是一名罪犯調查科的技術人員，某天他準備離開辦公室的時候被雷電擊碎的化學品濺中，得到了高速走動的能力。他的外甥沃利·韦斯特是第三代的閃電俠。貝瑞·艾倫的孫子巴特·艾伦為新的閃電俠，他在新閃電俠漫畫《The Flash: The Fastest Man Alive》中以主角身分出現。在追溯連續性的漫畫《閃電俠：重生》中，艾论說出了以前只是讓著超人，沒有使出真正的速度的事實，之後瞬間甩開了超人。此外在《閃電俠：重生》#1的敘述中，巴里似乎在剛開始時並不喜歡綠燈俠哈尔·乔丹，因為他做事很魯莽，且盯著神力女超人看了太久，且每當聯盟遇上麻煩時哈尔總像瘋子般冷笑，直至他用「罪犯」這詞時巴里才知道哈爾曾是個警察，才使他對哈爾另眼相看。
艾伦的指環壓縮有英雄裝，在需要變身時只需要靠戒指就可跑出。此外艾伦還發明了能夠進行時間旅行的宇宙跑步機，他經常喜歡做這件事。蝙蝠俠曾說過：「如果我的父母沒有被謀殺，我會希望成為一個像巴里這樣的人」。
巴里·艾伦和白銀時代的綠光戰警哈尔·乔丹一起在《極黑之夜》中擔任主角之一，此外在《極黑之夜》中曾作為藍光軍團的戰士，更有效率地在戰鬥中（因不想變成像綠光戰警、巴特·艾伦一樣成為黑光軍團）。

## 能力
巴里·艾伦能夠以帶電的光速奔跑來製造出能夠使他穿越時空的漩渦，並在白銀時代時期可謂比思想中的速度還要快。在《閃電俠》#150中，只要巴里「使勁每一塊肌肉」就能以光的十倍速度奔跑。在逆時間旅行時，當他將自己加速時，似乎會消耗純能源，在《Secret Origins Annual》#2中透露，当初击中他的那道閃電給了他这个能力。當巴里的神速力到達極限時就會變成一束異空間的閃電、束縛著所有被吸進去的急速者，在追溯連續性的《閃電俠：重生》#1中，巴里曾經說過「當他制伏了反監視者、當他捲入神速力，他彷彿脫離了身分，記不起來他是誰，也記不起來艾莉絲、他的家人、還有他的朋友們」。

## 經歷

### 正義聯盟
在《美國正義聯盟》＃9中，對付外星敵人的偉大英雄，艾伦就是其中之一。雖然個別超級英雄打敗外星侵略者，艾伦後來因符合其英雄資格，而加入了正義聯盟。幾年間似乎對黑金絲雀和扎坦娜抱有好感，但他卻從來不去追求，因為認為他的真正的愛情是屬於艾莉絲（Iris West），後成為妻子。艾伦也和綠燈俠哈尔·乔丹關係很好，作為限量系列《閃電俠與綠燈俠：勇敢與大膽》主題。
在《閃電俠》＃123的「兩個世界的閃電俠」中艾伦被送到了第二地球，並遇見了初代閃電俠杰伊·加里克，艾伦向他透露了有關第一地球的杰伊·加里克冒險的故事。這個故事情節帶動了DC的多元宇宙，閃電俠們、第一地球正義聯盟和第二地球正義會也因此產生關係。在《閃電俠》＃179的經典故事「閃電俠－事實還是虛構？」中，地球總理向艾倫表示在宇宙需要一個宇宙跑步機，這樣他就可以回家。後來他得到了Sidekick和protoge，但也使得姪子沃利·韦斯特得到了和他相似的力量。

### 無限地球危機
後來艾伦退休，並在30世紀娶了艾莉絲。然而，在只有幾個星期的幸福，因為無限地球危機得介入，使得他被反监视者捕獲，從反监视者口中得知，閃電俠是唯一能夠前往其他宇宙的存在，所以反监视者不會讓他直接進入他的星球。艾伦逃脫後創造了高速渦流的力量使計劃來破壞地球的反物質大砲催毀，但也使得他死亡，死時那能量纏繞著他的身體。艾伦去世後，他的侄子助手（小閃電俠）和沃利代替了艾伦的閃電俠工作。

### 死亡後
寫無限地球危機的Marv Wolfman時曾多次表示，然後充分地在他的網站上說明了，他在腳本上留下了漏洞，其中巴里·艾伦閃存被重新引入至DC宇宙的延續。這個漏洞使作家讓巴里需破壞反物質炮，巴里就知道有一天，他必須完成他的邁向死亡之跑，並且會變得更加堅定了利用自己的速度去幫助別人。
巴里·艾伦在無限地球危機死前，他的速度能夠停止反物質大砲射擊，這種行為後，根據《Secret Origins Annual》#2 （1988）巴里·艾伦變成一個閃電，可以追溯到以前時間，成為閃電擊中了他的實驗室，與化學品濺到過去的自己，成為閃電俠。
在綠箭俠的故事情節「Quiver」也描述巴里·艾伦是個英雄。

### 閃電俠：重生
2009年，作家傑夫約翰和藝術家伊桑創立的《閃電俠：重生》中，電視連續劇引進巴里·艾伦這個在DC宇宙的主要人物，和當時的《綠燈俠：重生》為同一線。

### 閃点
隨著故事的開始，貝瑞·艾倫在他的辦公室醒來，發現他的母親還活著，神奇女俠、水行俠帶領各自國家在戰爭，他和妻子艾莉絲·威斯特·艾倫都還是未婚的，而自己又失去了超能力。巴里試著找蝙蝠俠援助，到高譚市後進到了一個破敗的韋恩宅邸，還看到了一個小蝙蝠洞，突然蝙蝠俠攻擊他，巴里試圖解釋自己是誰，說自己知道蝙蝠俠是布魯斯·韋恩。但在這現實中，蝙蝠俠卻是湯瑪士·韋恩（布魯斯的父親）。當巴里被蝙蝠俠擊敗時，解釋了自己閃電俠身分與布魯斯·韋恩的關係。巴里的記憶自發地改變，他意識到閃點的世界不是另一個維度。巴里用自己的戒指，使用他的閃電俠裝備，但戒指卻是彈出逆閃電的服裝。巴里向蝙蝠俠解釋，自己和逆閃電改變了時間，導致蝙蝠俠問他關於布魯斯是如何生活在他的地方，如果他真的能夠改變世界。巴里指出，他首先需要恢复他的速度。後來，巴里和蝙蝠俠創作了一個電椅似的裝置，試圖重新給他原有的速度，但是，第一次嘗試失敗，使巴里嚴重燒傷。嚴重燒傷的巴里被帶到蝙蝠洞手術台上包上了繃帶，儘管湯瑪士提出意見，巴里仍一度坐回電椅裝置上。當第二次雷擊時，巴里回復超高速，並阻止了蝙蝠俠被籬笆刺穿。巴里的再生速度增強，因此使他的傷勢迅速癒合。此外蝙蝠俠還讓他穿上了新的閃電俠裝。後來他連絡鋼骨，在他的幫助下潛入政府地堡，還發現了臉色蒼白且虛弱的超人。巴里說:「不管怎樣，超人總會是個好人。」當守衛到來迫使他們逃跑時，超人的力量開始顯現，幫助巴里等人逃離守衛手中。後來巴里向他的母親告別，知道他必須回去並及時制止年輕的自己改變時間。通過時間流的融合，巴里似乎聽到一個聲音，說明這三個的時間點和世界，需要再次成為一個需要他的幫助這一點。最後反派逆閃電被湯瑪士殺死，使巴里恢復了穿越時空的能力，並阻止了以前想救自己母親的那個自己。貝瑞回到原來的世界後，他拜訪真正的蝙蝠俠─布魯斯·韋恩，並將他父親寫給布魯斯的信給他。布魯斯落淚地感謝巴里告知他閃点事件前的時間線恢復正常。

### 2011年重啟
DC漫畫於2011年9月重新推出《The Flash with issue》#1，由Francis Manapul和Brian Buccellato擔任寫作和美術事務，作為DC的公司重新推出的所有權，為新52的一部分。

## 其他媒體

### 電視劇
- 《The Superman/Aquaman Hour of Adventure》：為超人、綠燈俠、鷹俠和原子俠。
- 《超級英雄傳奇》：為羅德·哈澤飾演。
- 《閃電俠》：為約翰·衛斯理·席普飾演。
- 《超級英雄戰隊》：主要人物之一。
- 《正義聯盟》：只出現在幾個情節。
- 《超人正义联盟》：於「Flash and Substance」一集中登場。
- 《蝙蝠俠》：配音員為Charlie Schlatter。第二季登場。
- 《超人：動畫系列》：配音員同為Charlie Schlatter。
- 《蝙蝠俠智勇悍將》：配音員為艾倫·圖代克。
- 《超人前傳》：第4季第5集出現。
- 《少年正義聯盟》：配音員為喬治·伊茲，而在「Endgame」一集中則由詹姆斯·阿諾德·泰勒配音[11]。在當中作為華利·威斯特的導師和JLA一員[12]。
- 綠箭宇宙：由格蘭特·古斯汀飾演。約翰·衛斯理·席普則是飾演90號地球的「閃電俠」傑伊·加里克（Jay Garrick）。
  - 《綠箭俠》：由格蘭特·古斯汀飾演，第2季第8集時登場。生產商希望能試播像《綠箭俠》這樣的系列三集。
  - 《閃電俠》：同由格蘭特·古斯汀飾演，為《綠箭俠》的延伸產物[13][14]。
  - 《女超人》：客串。
  - 《明日傳奇》：客串。

### 電影
- 《美國正義聯盟》：電視電影試播集。

動畫電影《正義聯盟：閃電俠之逆轉》中的貝瑞

- 《正義聯盟：超級最前線》：動畫電影。配音員為尼爾·柏德烈·夏里斯。
- 《正義聯盟：末日審判》：動畫電影。配音員為麥可·羅森巴姆。
- 《正義聯盟：閃電俠之逆轉》：動畫電影。改編《閃點》，由巴里作為主角。配音員為賈斯汀·錢柏斯。
- 《正義聯盟：開戰》：動畫電影。配音員為克里斯托弗·高哈姆。
- 《DC漫畫超級英雄：蝙蝠俠 全面圍攻》：動畫電影。配音員為詹姆斯·阿諾·泰勒（英语：James Arnold Taylor）。
- 《正義聯盟：亞特蘭提斯的王位》：動畫電影。配音員為克里斯托弗·高哈姆。
- 《樂高電影：正義聯盟大戰反正義聯盟》：動畫電影。配音員為詹姆斯·阿諾·泰勒。
- 《樂高電影：正義聯盟大戰末日軍團》：動畫電影。配音員為詹姆斯·阿諾·泰勒。
- 《樂高蝙蝠俠電影》：動畫電影。配音員為亞當·迪凡。
- 《正義聯盟大戰少年悍將》：動畫電影。配音員為克里斯托弗·高哈姆。
- DC擴展宇宙：由伊薩·米勒飾演。
  - 《蝙蝠俠對超人：正義曙光》（2016年）：未掛名客串
  - 《自殺突擊隊》（2016年）：客串
  - 《正義聯盟》（2017年）
  - 《查克·史奈德之正義聯盟》（2021年）
  - 《閃電俠》（2023年）
- 《乐高DC超级英雄：闪电侠（英语：Lego DC Comics Super Heroes: The Flash）》：動畫電影。配音員為詹姆斯·阿諾·泰勒。

### 電子遊戲
- 《真人快打對DC宇宙》：配音員為塔里埃森·賈菲。
- 《DC 超級英雄 Online》：配音員為德懷特·舒爾茨。
- 《樂高蝙蝠俠2：DC超級英雄》：以樂高人型的模樣登場。
- 《超級英雄：武力對決》：配音員為尼爾·麥克唐納[15]。
- 《無限危機》：多人競技遊戲中的可玩角色。

### 音樂
《巴里·艾伦民謠》是一首由樂隊Jim's Big Ego的專輯，這首歌描繪巴里是一個悲劇的人物，對世界的看法相當超前，但現實卻慢如蝸牛，使他逐漸進入抑鬱症。主唱是Jim Infantino。

### 其他媒體引用
在2008年的電視劇《The Middleman》中的溫迪·沃森（娜塔莉·莫拉萊斯）曾提到閃電俠是她最喜歡的漫畫之一，她的老闆還提到「巴里·艾伦」和「沃利·韦斯特」這兩個名字。
在電影《猫鼠游戏》中Frank Abagnale, Jr（莱昂纳多‧迪卡普里奥）曾使用過從閃電俠漫畫書中巴里·艾伦的名字，作為他在片中的別名之一。
於電視劇《生活大爆炸》中的兩個情節，谢尔顿·库珀就曾打扮成閃電俠的模樣。